# Бер, Ишай
Иша́й Бер (вариант транскрипции: Йиша́й Бер) (ивр. ישי בר‎; род. 11 июня 1956, Иерусалим, Израиль) — генерал-майор запаса Армии обороны Израиля, профессор Школы юриспруденции имени Радзинера Университета имени Райхмана.
12-й Председатель Военного апелляционного суда Армии обороны Израиля (с 2002 по 2007 год), командир Корпуса Генштаба армии (с 2007 по 2012 год).

## Биография
Ишай Бер родился в 1956 году в Иерусалиме в семье Моше и Рахель (урождённой Вайсборд) Бер. Отец Бера, профессор Моше Бер (1924—2002), уроженец Братиславы, Словакия, потерявший всю свою семью в ходе Холокоста, репатриировался в Израиль в 1941 году, был одним из основателей кибуца Масуот-Ицхак в Гуш-Эционе, принимал участие в боях за Гуш-Эцион в ходе Войны за независимость Израиля (попав в иорданский плен при падении Гуш-Эциона), после чего сделал академическую карьеру, в ходе которой был главой Департамента еврейской истории Университета имени Бар-Илана.
Ишай Бер окончил иешиву «Нетив Меир» движения «Бней Акива». Класс, в котором учился Бер, получил в дальнейшем прозвище «класса генералов»: одноклассниками Бера были (в дальнейшем генерал-майоры) Яир Наве и Элазар Штерн, а также (в дальнейшем бригадные генералы) Рафи Перец и Шуки Шахрур.
В 1974 году Бер был призван на службу в Армии обороны Израиля, начал службу в 890-м батальоне (батальон «Эфа» (ивр. אפעה‎)) воздушно-десантной бригады «Цанханим».
В июле 1976 года принял прямое участие в операции «Энтеббе» по освобождению взятых в заложники пассажиров самолёта компании Air France в аэропорту Энтеббе в Уганде. В марте 1978 года принял участие в операции «Литани» в качестве командира роты. В этом же году уволился в запас по завершении военной службы.
В 1982 году принял участие в Ливанской войне в должности командира резервной роты. В дальнейшем продолжал продвигаться в чинах в рамках резервистской службы в резервной бригаде десантников «Шуалей Маром» вплоть до должности командира данной бригады, которую исполнял с 1995 по 2000 год.
После увольнения в запас, одновременно с исполнением военных должностей в рамках резервистской службы, Бер начал академическую карьеру в области налогового права. В 1983 году Бер окончил с отличием учёбу на степень бакалавра юриспруденции Еврейского университета в Иерусалиме, а в 1986 году получил степень магистра юриспруденции Лондонской школы экономики и политических наук. В 1985 году получил также лицензию на право занятия адвокатской деятельностью. С 1983 по 1995 год работал также ассистентом по юридическим вопросам судьи Верховного суда Израиля Дова Левина.
В 1990 году Бер получил степень доктора права Еврейского университета в Иерусалиме. С 1990 по 1992 год был приглашённым исследователем Школы права Гарвардского университета, в 1993 году был научным сотрудником (англ. research fellow) Школы бизнеса Нью-Йоркского университета. В 1994 году стал старшим преподавателем на факультете юриспруденции Еврейского университета. В 1999 году получил должность ассоциированного профессора (ивр. פרופסור חבר‎) Еврейского университета в Иерусалиме, сохранял эту должность, занимаясь исследованием и преподаванием налогового права, до 2010 года.
28 февраля 2000 года получил звание бригадного генерала запаса и вступил на должность командира дивизии «Эдом» Южного военного округа, став первым офицером-резервистом, назначенным на должность командира регулярной дивизии. С июня 2001 года командовал также (одновременно с должностью комдива) курсами командиров рот и батальонов (ивр. קמ"פ-קמ"ג‎).
В 2001 году вошёл в состав комиссии «Должная интеграция» (ивр. שילוב ראוי‎), назначенной для рассмотрения вопросов межполового разделения в ходе несения военной службы, но через некоторое время снят с должности, как утверждалось, под давлением представителей религиозного истеблишмента, посчитавших мнения Бера слишком либеральными.
В мае 2002 года Бер вернулся на регулярную службу в армии, был повышен в звании до генерал-майора и назначен Председателем (Президентом) Военного апелляционного суда, сменив на посту генерал-майора Илана Шиффа. С 2002 по 2004 год также командовал курсами командиров бригад.
В судебной практике Бера отразилось сочетание его юридического и командного опыта, и мотивировка его постановлений часто подкреплялась соображениями этического, воспитательного и командного характера. По воззрению Бера, отразившемуся в его постановлениях на посту Председателя Военного апелляционного суда, уголовное право, при всей его важности в качестве инструмента реакции общества на девиантное поведение, имеет лишь ограниченную способность влиять на формирование должных норм поведения, и поэтому наряду с правовой задачей определения вины военнослужащего и соответствующего наказания в задачи военного суда входит необходимость передавать своими решениями нормативный морально-ценностный посыл в отношении должных норм поведения военнослужащих в свете системы ценностей армии, отраженной в этическом кодексе армии «Дух Армии обороны Израиля».
Сообщалось, что во время встречи премьер-министра Эхуда Ольмерта с участниками форума Генштаба армии 11 июля 2006 года, лишь за день до начала Второй ливанской войны, Бер выразил перед премьер-министром резкую критику политики правительства, наносящей ущерб боевой готовности армии.
В августе 2007 года Бер окончил службу в должности Председателя Военного апелляционного суда и был назначен командиром вновь созданного вследствие Второй ливанской войны Корпуса Генштаба и командиром курсов старшего командования Армии обороны Израиля.
По окончании Второй ливанской войны возглавлял комиссию Генштаба по вручению военных наград за участие в войне.
В октябре 2009 года был кандидатом на должность главы Налогового управления Израиля, однако снял свою кандидатуру.
В конце 2009 года вышел в запас из армии, сохранив за собой должность командира Корпуса Генштаба в рамках резервистской службы. В 2009—2010 годах, с перерывами на периоды резервистской службы, был приглашённым исследователем Школы права Нью-Йоркского университета, где занимался исследованием международного права.
В январе 2010 года Бер был назначен деканом Школы юриспруденции имени Радзинера Междисциплинарного центра в Герцлии (ныне Университет имени Райхмана) (с начала учебного года 2010—2011), должность которую исполнял до апреля 2012 года, после чего продолжил преподавание в Школе юриспруденции имени Радзинера.
В начале 2011 года возглавлял комиссию, назначенную Начальником Генштаба для определения компромиссной формулировки поминальной молитвы на военных траурных церемониях (вследствие разногласий о желательной степени использования религиозных атрибутов в ходе таких церемоний).
19 января 2012 года Бер передал командование Корпусом Генштаба генерал-майору Ноаму Тибону.
По завершении резервистской службы в армии Бер продолжил исследования в области международного гуманитарного права. В 2018 году издательством Оксфордского университета была опубликована его книга «Военный профессионализм и гуманитарное право: борьба за уменьшение рисков войны» (англ. Military Professionalism and Humanitarian Law: The Struggle to Reduce the Hazards of War), в которой Бер предложил новую парадигму международного гуманитарного права, основанную на реалистическом взгляде на мотивы и соображения сторон вооружённого конфликта и предназначенную обосновать ограничения, связанные с применением силы в ходе конфликта, соображениями военного профессионализма и военной необходимости.
Весной 2019 года был приглашённым профессором в Школе юриспруденции Колумбийского университета.
Входит в состав совета директоров Университета имени Райхмана.

## Личная жизнь
Женат на Хагит Бер (урождённой Айзенберг), работающей в области семейной терапии. Отец шестерых детей (три сына и три дочери).

## Академические награды
В число академических наград Бера входят:
- Стипендия имени Аргова Лондонской школы экономики и политических наук (1986).
- Премия имени Голды Меир (1987).
- Премия Фонда имени Рикардо Вольфа (1988).
- Премия Ассоциации имени лорда Хейлшама (1989).
- Премия имени Майкла Милкена за выдающиеся преподавательские заслуги (1990).
- Премия имени Бернарда Блюмфелда за лучшую докторскую диссертацию в области общественных наук (1991).
- Исследовательский грант Израильского научного фонда Национальной академии наук Израиля (1994—1996).
- Исследовательский грант Фонда имени Голдберга (1997—2000).
- Стипендиат по корпоративному праву (англ. Chair in Corporate Law) фонда фирмы Wachtell, Lipton, Rosen & Katz (с 2004 года).

## Публикации
- Yishai Beer, The Credit Price: Income or Capital (Ишай Бер, «Цена кредита: доход или капитал»), British Tax Review 271 (1986) (англ.)
- Yishai Beer, Kirby v. Thorn Emi: The U.K. The New Tax Haven (Ишай Бер, «Дело Кирби против Торн Эми: Великобритания — новая налоговая гавань»), British Tax Review 237 (1986) (англ.)
- Yishai Beer, The Status of Human Skills for Income Tax Purposes (Ишай Бер, «Статус человеческих навыков с точки зрения целей подоходного налога»), British Tax Review 392 (1987) (англ.)
- Yishai Beer, Taxation Under Conditions of Inflation: The Israeli Experience (Ишай Бер, «Налогообложение в условиях инфляции: израильский опыт»), 5 Tax Notes International 299 (August 10, 1992) (англ.)
- Yishai Beer, The Taxation of the Risk Component in a Loan: An Option Analysis (Ишай Бер, «Налогообложение компонента риска в займе: анализ опциона»), Tax Note 935 (Aug. 17, 1992) (англ.)
- Yishai Beer, A Tax Shelter for the Bankrupt Savings and Loan Industry; An Old Flute with New Magic (Ишай Бер, «Налоговое убежище для накоплений при банкротстве и индустрия займов; старая флейта с новым волшебством»), Tax Note 525 (Oct. 26, 1992) (англ.)
- Yishai Beer, Nonrecourse Loans: Do Not Forget to Tax the Option (Ишай Бер, «Безоборотные займы: не забывайте произвести налогообложение опциона»), Tax Note (Nov. 18, 1992) 837 (англ.)
- Yishai Beer, Toward Extension of the Option Tax Legislation: From Option 'In Personam' to Option 'In Rem' (Ишай Бер, «К расширению охвата законодательства относительно налогообложения опционов: от опциона „in personam“ к опциону „in rem“»), Tax Notes International 1097 (February 22, 1993) (англ.)
- ישי בר מיסוי ערך מוסף של מלכ"רים — עיוותי הדין הנוהג, מגבלות תכנון המס והצעה לדיון נורמטיבי משפטים כ"ג (התשנ"ד) 487 (Ишай Бер, «Налогообложение добавленной стоимости в отношении некоммерческих организаций — искажения в действующем праве, ограничения налогового планирования и предложение для нормативного обсуждения», «Мишпатим» № 23 (1994), 487) (Архивная копия от 8 августа 2023 на Wayback Machine) (иврит)
- ישי בר מיסוי מוסדות הציבור: הדין הנוהג והראוי משפטים כ"ד (התשנ"ד) 283 (Ишай Бер, «Налогообложение „общественных организаций“: действующее и должное право», «Мишпатим» № 24 (1994), 283) (Архивная копия от 8 августа 2023 на Wayback Machine) (иврит)
- Yishai Beer, The Taxation of Interest Swaps and the Financial Service Charge: Toward a Consistent Approach (Ишай Бер, «Налогообложение свопов процентной ставки и плата за финансовые услуги: по направлению к консистентному подходу»), 1 Florida Tax Review 729 (1994) (Архивная копия от 20 мая 2023 на Wayback Machine) (англ.)
- ישי בר מיסוי אופציות בעסקאות-מקרקעין משפטים כ"ו (התשנ"ה) 15 (Ишай Бер, «Налогообложение опционов в сделках с недвижимостью», «Мишпатим» № 26 (1995), 15) (Архивная копия от 8 августа 2023 на Wayback Machine) (иврит)
- Yishai Beer, Taxation of Non-Profit Organisations: Towards Efficient Tax Rules (Ишай Бер, «Налогообложение некоммерческих организаций: по направлению к эффективным правилам налогообложения»), British Tax Review 156 (1995) (англ.)
- ישי בר זיהוי אופציות בעסקאות-מקרקעין — הצורך במעו"ף משפטים כ"ו (התשנ"ו) 268 (Ишай Бер, «Опознание опционов в сделках с недвижимостью — необходимость во фьючерсных финансовых инструментах», «Мишпатим» № 26 (1996), 268) (Архивная копия от 8 августа 2023 на Wayback Machine) (иврит)
- ישי בר מיסוי אופציות סחירות — אתגר לדין-המס הנוהג משפטים כ"ז (התשנ"ז) 451 (Ишай Бер, «Налогообложение оборотных опционов — вызов действующему налоговому праву», «Мишпатим» № 27 (1997), 451) (Архивная копия от 8 августа 2023 на Wayback Machine) (иврит)
- ישי בר מיסוי עסקאות מורכבות במקרקעין — אין להתעלם מעסקאות באופציות משפטים כ"ט (התשנ"ח) 213 (Ишай Бер, «Налогообложение сложных сделок с недвижимостью — не игнорировать сделки с опционами», «Мишпатим» № 29 (1998), 213) (Архивная копия от 8 августа 2023 на Wayback Machine) (иврит)
- Yishai Beer, Unpacking The Cancellation of Indebtedness Income Doctrine: Towards Economic Reality-Based Taxation (Ишай Бер, «Исследуя доктрину „дохода от списания задолженности“: к налогообложению, основанному на экономической действительности»), 19 Virginia Tax Rev. (2000) 457 (англ.)
- ישי בר מחיר האשראי לצורכי מס: יש להכיר בריבית האפקטיבית משפטים לא(3) (התשס"א) 693 (Ишай Бер, «Цена кредита с точки зрения налогообложения: признать эффективную процентную ставку», «Мишпатим» № 31(3) (2001), 693) (Архивная копия от 19 июня 2020 на Wayback Machine) (иврит)
- Нормы и этика в военном праве: Ценности «Духа Армии обороны Израиля», командование и лидерство: подборка судебных постановлений = נורמות ואתיקה במשפט הצבאי: ערכי רוח צה״ל, פיקוד ומנהיגות: מבחר פסקי הדין (иврит) / сост. Ишай Бер. — 2007. — 309 с.
- Yishai Beer, The Blind Spot of the Law of Armed Conflict (Ишай Бер, «Слепая зона права вооружённого конфликта»), The Tikvah Center, NYU School of Law (2011) (Архивная копия от 18 июня 2020 на Wayback Machine) (англ.)
- Yishai Beer, Humanity Considerations Cannot Reduce War’s Hazards Alone: Revitalizing the Concept of Military Necessity (Ишай Бер, «Соображения гуманности сами по себе не способны уменьшить риски войны: воскрешая концепцию военной необходимости»), European Journal of International Law 26 (4) (Nov. 2015) 801 (Архивировано 22 апреля 2023 года.) (англ.)
- Yishai Beer, Military Strategy: The Blind Spot of International Humanitarian Law (Ишай Бер, «Военная стратегия: слепая зона международного гуманитарного права»), 8 Harvard National Security Journal (2017) 333 (Архивная копия от 6 февраля 2020 на Wayback Machine) (англ.)
- Yishai Beer, Military Professionalism and Humanitarian Law: The Struggle to Reduce the Hazards of War (Ишай Бер, «Военный профессионализм и гуманитарное право: борьба за уменьшение рисков войны»), книга издательства Оксфордского университета (2018), ISBN 9780190881146 (Архивная копия от 16 мая 2021 на Wayback Machine) (англ.)
- Yishai Beer, Save the Injured — Don’t Kill IHL: Rejecting Absolute Immunity for ‘Shielding Hospitals’ (Ишай Бер, «Спасти раненых, не убивая международное гуманитарное право: отвергая доктрину абсолютного иммунитета госпиталей, служащих прикрытием для комбатантов»), European Journal of International Law 30 (2) (May 2019) 465 (Архивная копия от 25 июня 2020 на Wayback Machine) (англ.)
- Yishai Beer, Hospital Targeting: A Remedy is Required, Not Counter-Effective Wishful Thinking (Ишай Бер, «Определение госпиталей целью атаки: требуется средство правовой защиты, а не контрпродуктивное выдавание желаемого за действительное»), EJIL:Talk! Blog of the European Journal of International Law (5.9.19) (Архивная копия от 29 декабря 2019 на Wayback Machine) (англ.)
- Yishai Beer, Regulating Armed Reprisals: Revisiting the Scope of Lawful Self-Defense (Ишай Бер, «Регулирование вооружённых репрессалий: повторное рассмотрение объёма правомерной самозащиты»), 59:1 Columbia Journal of Transnational Law (2022) 117 (Архивная копия от 5 июня 2022 на Wayback Machine) (англ.)
- Yishai Beer, Revisiting ad bellum Proportionality: Challenging the Factors Used to Assess It (Ишай Бер, «Пересматривая вопрос пропорциональности в применении военной силы: Бросая вызов факторам, используемым для подхода к вопросу»), 97 International Law Studies 1500 (2021) (Архивная копия от 6 декабря 2021 на Wayback Machine) (англ.)
- Yishai Beer, When Should a Lawful War of Self-Defence End? (Ишай Бер, «Когда заканчивается правомерная война, вызванная необходимостью самообороны»), European Journal of International Law (26 September 2022) (Архивная копия от 4 декабря 2022 на Wayback Machine) (англ.)
- ישי בר משטחי עזה וקבלני העפר בהנהגת ישראל מוציאים שם רע לצה"ל הארץ, 20.12.23 (Ишай Бер, «„Стиратели Газы“ и „подрядчики земляных работ“ в израильском лидерстве запятнывают Армию обороны Израиля», «Га-Арец» (20.12.23)) (Архивировано 18 декабря 2023 года.). (иврит) (также в переводе на английский (Архивировано 19 декабря 2023 года.))